# Affaire Carole Prin
L'affaire Carole Prin  est un féminicide, une affaire criminelle française dans laquelle Carole Prin, 37 ans, enceinte de neuf mois et à quelques heures de son accouchement, est assassinée d'une balle dans la nuque par son compagnon, Roland Moog, projectionniste au cinéma « Star » de Strasbourg le 17 mai 1995. Il cache le cadavre qui est découvert 4 ans plus tard, entraînant ses aveux.

## Les faits
Le 17 mai 1995, le téléphone sonne au cinéma Star de Strasbourg. Roland Moog, le projectionniste décroche. C’est Carole, explique-t-il à ses collègues. Sa compagne enceinte a des contractions et elle lui demande de la rejoindre à la maternité. Roland Moog dépose les chiens de la jeune femme chez un ami, prévient les parents de Carole, et se rend à la maternité. Mais Carole n’y est pas. Roland Moog signale la disparition à la police, mais les soupçons se portent rapidement sur le projectionniste, le dernier à avoir vu Carole. Roland se plaint de l’acharnement des policiers à son encontre et ne semble pas s’intéresser à l’évolution de l’enquête mais il ira jusqu'à lancer un appel à Perdu de vue diffusé sur TF1. Le 18 décembre 1998, trois ans et demi après la disparition sa compagne, Roland Moog est mis en examen pour homicide volontaire et placé en détention.
Le 24 mars 1999, le corps de Carole Prin et celui de son bébé sont retrouvés dans une décharge de Boofzheim (Bas-Rhin). Le lendemain, Roland Moog passe aux aveux et admet avoir tué Carole Prin en mai 1995 dans le sous-sol du cinéma Star de Strasbourg. Il aurait caché le cadavre de sa compagne dans le sous-sol du cinéma puis apprenant que de nouvelles fouilles allaient être menées dans le cinéma, il transfère le corps dans une malle qu'il entrepose avec quelques affaires dans le garage d'un ami. Deux ans plus tard, l'ami appelle le frère jumeau de Roland, Daniel, pour déplacer des affaires que Roland lui a confiées, dont une malle. En l’ouvrant, ils découvrent des restes humains. Ils jettent la malle dans la déchetterie et après quelques jours préviennent les enquêteurs.

### Roland Moog
Roland Moog est âgé de 34 ans au moment des faits et il entretient également une liaison avec une autre employée du cinéma. D'une précédente union, il est déjà père de deux enfants dont il n'a jamais révélé l’existence à ses parents comme il ne leur parle pas de la future maternité de Carole. Roland Moog est décrit par des experts psychiatres et psychologues comme un homme intelligent et responsable de ses actes qui évoquent toutefois une personnalité de type « anti-social ». L’instruction met en évidence le caractère très « cloisonné » de son existence.
En décembre 2001, Roland Moog est condamné par la cour d'assises de Strasbourg, à vingt-cinq ans de réclusion dont quinze ans de sûreté. Il est libéré en décembre 2015 après 17 ans de détention.

### Documentaires télévisés
- « Le crime était presque parfait » dans Secrets d'actualité, rediffusé le 14 janvier 2009 dans Enquêtes criminelles : le magazine des faits divers sur W9.
- « Roland Moog, Meurtre au cinéma » le 25 octobre 2009 dans Faites entrer l'accusé présenté par Christophe Hondelatte sur France 2[7].
- « Affaire Carole Prin, meurtre sur grand écran », le 25 janvier 2025 dans Au bout de l'enquête, la fin du crime parfait ? sur France 2.

### Émissions radiophoniques
- « Podcast. Il était un crime : à Strasbourg, meurtre au cinéma », sur www.dna.fr, 9 septembre 2023 (consulté le 13 avril 2025).
- « Podcast.Affaire Carole Prin : comment son compagnon a dissimulé son meurtre pendant près de 5 ans », sur www.rtl.fr, 16 mai 2024 (consulté le 13 avril 2025).
- Histoires criminelles de Radio France.